# Jehošua Bar-Hillel
Jehošua Bar-Hillel, hebrejsky יהושע בר-הלל‎ (9. srpna 1915 Vídeň, Rakousko-Uhersko – 25. září 1975 Jeruzalém, Izrael) byl izraelský filosof, matematik a lingvista, nejvíce známý pro své průkopnické dílo ve strojovém překladu a formální lingvistice.

## Biografie
Narodil se jako Oscar Westreich ve Vídni, vyrůstal v Berlíně. V roce 1933 emigroval do Palestiny s mládežnickým hnutím Bnej Akiva, a na krátkou dobu se připojil ke kibucu Tirat Cvi. Po té se usadil v Jeruzalémě a oženil se s Šulamit. Během druhé světové války sloužil v Židovské brigádě britské armády. Bojoval rovněž s Haganou, během První arabsko-izraelské války (tj. v Izraeli: Války za nezávislost) přišel o oko.
Doktorát filozofie (PhD.) získal na Hebrejské univerzitě v Jeruzalémě, kde studoval také matematiku u Abrahama Fraenkela, s nímž posléze jako spoluautor publikoval dílo věnované teorii množin Foundations of Set Theory (1958, 1973).
Bar-Hillel byl nejvýznamnějším žákem Rudolfa Carnapa, jehož Logical Syntax of Language (resp. Logische Syntax der Sprache) ho velmi ovlivnila. S Carnapem si začal dopisovat ve čtyřicátých letech, což vedlo v roce 1950 k postgraduálnímu studiu na Chicagské univerzitě pod Carnapovým vedením, a v roce 1952 k jeho spolupráci na Carnapově knize An Outline of the Theory of Semantic Information. Potom získal pozici na MIT (Massachusettském technologickém institutu), odkud odešel v roce 1953 těsně před příchodem Noama Chomského. Na MIT byl Bar-Hillel poprvé pověřen akademickou prací na plný úvazek v oblasti strojového překladu, v rámci tohoto úkolu se nejprve snažil tento výzkum všemožně propagovat, organizoval první mezinárodní konferenci o strojovém překladu v roce 1952. Později však vyjádřil pochybnosti o tom, zda je univerzální plně automatický a vysoce kvalitní strojový překlad vůbec uskutečnitelný. Byl rovněž průkopníkem v oblasti tzv. Information Retrieval (získávání informací).
V roce 1953 se připojil k Oddělení filosofie na Hebrejské univerzitě, kde učil až do své smrti. Jeho vyučování a dílo silně ovlivnilo celou generaci izraelskách filosofů a lingvistů, včetně Asy Kašera a Avišaje Margalita. V roce 1953 založil skupinu algebraické a počítačové lingvistiky, a v roce 1961 se podílel na důkaze lemmatu o vkládání (pumping lemma) pro bezkontextové jazyky (někdy nazývaném Bar-Hillelovo lemma). Zasloužil se o to, aby bylo na Hebrejské univerzitě založeno Oddělení filosofie vědy. Od roku 1966 do roku 1968 předsedal Mezinárodní asociaci pro logiku, metodologii a filosofii vědy.
Jeho dcera Maja Bar-Hillel je kognitivní psycholožka na Hebrejské univerzitě, je známa svou spoluprací s Amosem Tverským a svou kritikou tzv. biblického kódu. Jeho druhá dcera, Mira Bar-Hillel je korespondentkou londýnského listu Evening Standard. Jeho vnučka, Gili Bar-Hillel, je hebrejskou překladatelkou Harryho Pottera.
| „                                                                | Každá věta, která není prvkem, je považována za výsledek operace jedné podposloupnosti na zbytek, který od ní může být bezprostředně vpravo, bezprostředně vlevo, nebo na obou stranách. ... Ta podposloupnost, která je nahlížena jako operující na ostatních, bude nazývána operátorem, ostatní jejími argumenty. | “ |
| — A Quasi-Arithmetical Notation for Syntactic Description (1953) | |   |

## Výběrová bibliografie
- Language and Information: Selected Essays on their Theory and Application, Addison-Wesley Publishing Company, Reading, Mass., London; The Jerusalem Academic Press, Jerusalem, 1964.
- Aspects of Language: Essays in Philosophy of Language, Linguistic Philosophy, and Methodology of Linguistics, The Magnes Press, Jerusalem, and North-Holland Publishing Company, Amsterdam, 1970.
- Mathematical Logic and Foundations of Set Theory: Proceedings of an International Colloquium Held under the Auspices of the Israel Academy of Sciences and Humanities. Amsterdam: North-Holland, 1970, 145 s. (editor)
- Pragmatics of Natural Languages. Dordrecht: Reidel, c1971, vi, 231 s. ISBN 9027701946 (editor)
- Foundations of Set Theory, Second revised edition, North-Holland Publishing Company, Amsterdam, 1973 (Společně s A. A. Fraenkelem, A. Levym a D. van Dalenem; první vydání: 1958)